# ヴァシュロン・コンスタンタン
ヴァシュロン・コンスタンタン（Vacheron Constantin、フランス語発音: [vaʃəʁɔ̃ kɔ̃stɑ̃tɛ̃]、[VASH-er-AHN Kohn-stahn-tahn]発音例）は、スイスのジュネーヴを本拠地とする1755年創業の高級時計メーカーである。
創業以来一度も途切れることなく続いてきた時計メーカーとしては世界最古とされ、複雑機構を究める技術を有する一方で耽美的な作品性を誇り、パテック・フィリップ、オーデマ・ピゲと共に、世界三大時計ブランドの一つとして時計界の最高峰に君臨している。

## 概要

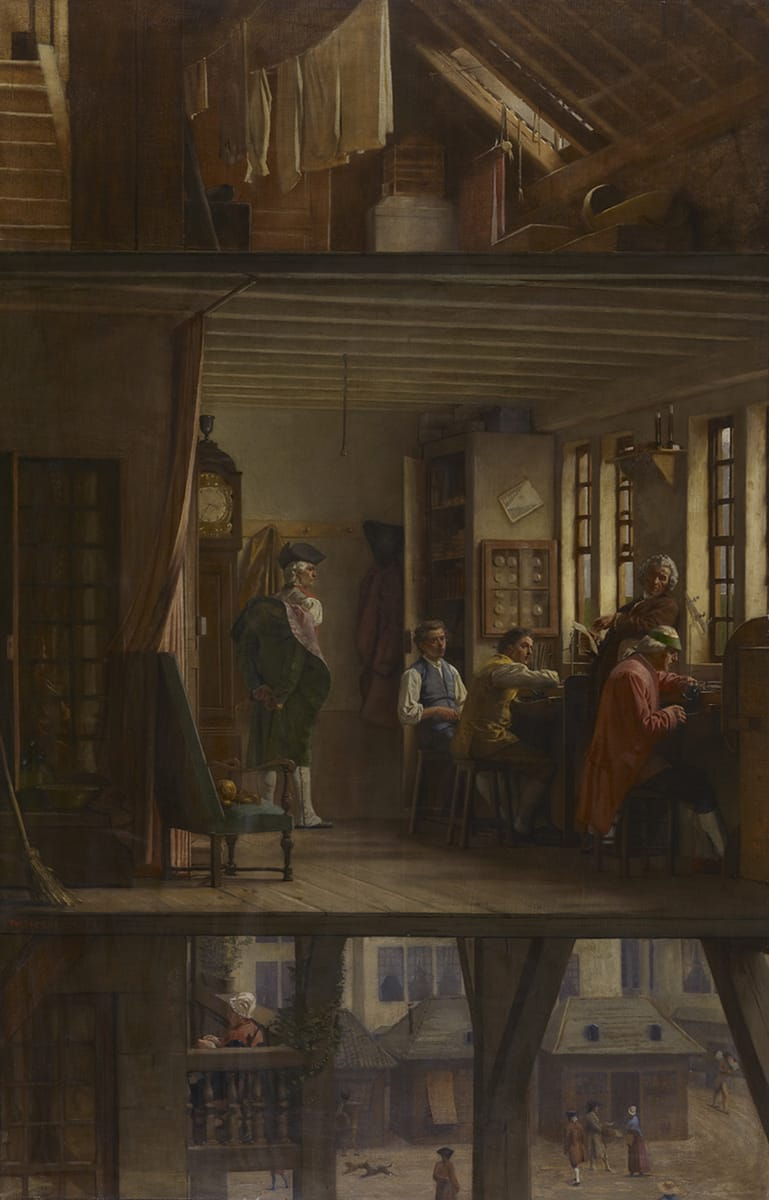
クリストフ･フランソワ･フォン･ズィグレ作『18世紀ジュネーヴの時計職人（キャビノチェ）のアトリエ』（1879年）

1755年に、スイスのジュネーヴでジャン＝マルク・ヴァシュロン（Jean-Marc Vacheron, 1731-1805）が自らの工房を開いたときを創業としており、屋根裏部屋に工房を構えていたことにその名が由来する、18世紀ジュネーヴで活躍した時計職人「キャビノティエ」（Cabinotier）の精神を受け継いだ時計づくりを現代に伝えている。1996年より、リシュモングループの傘下となっている。
タイムピースの製作や装飾、検品まで、一貫して自社で行っているマニュファクチュールであり、設計および製造は主にジュネーヴ郊外のプラン＝レ＝ズゥアトにある本社アトリエで行われ、他にもジュウ渓谷に部品を製造するアトリエがある。
日本語では、かつては英語読み・ドイツ語読みに近い「バセロン・コンスタンチン」と表記されていたが、現在では現地の読み方であるフランス語読みに従って「ヴァシュロン・コンスタンタン」と発音・表記されるようになっている。

## 特徴

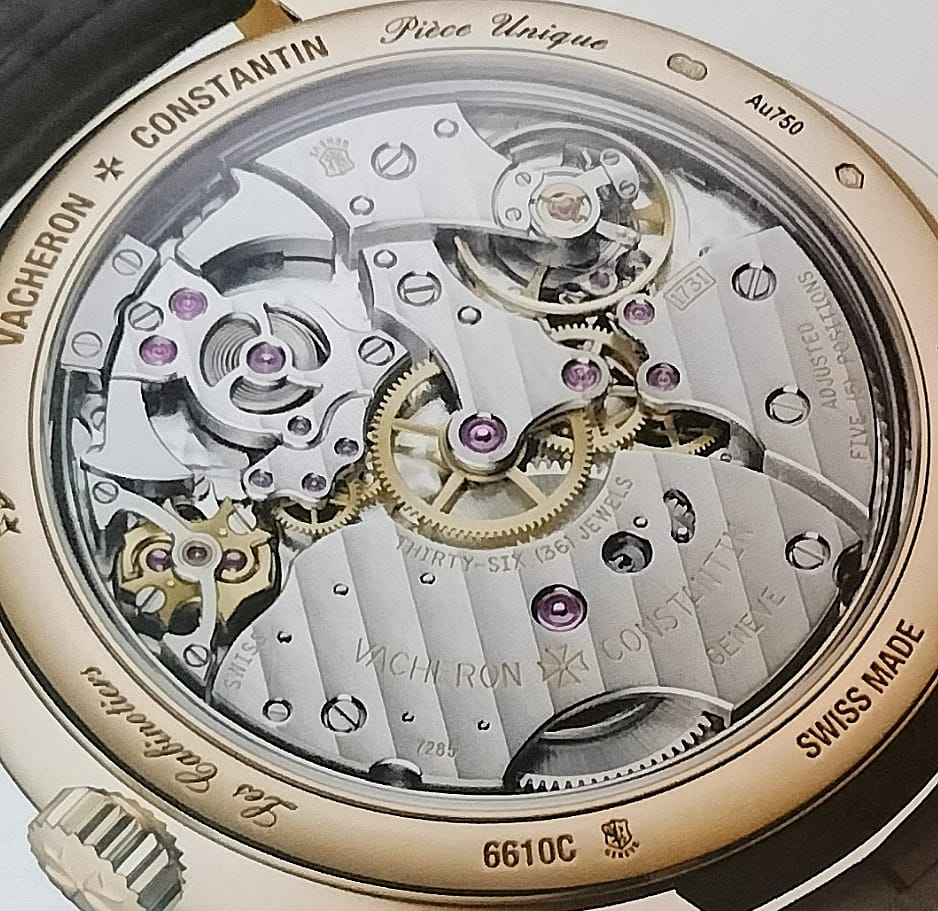
ヴァシュロン・コンスタンタンのキャリバー1731 QP。テンプ受けに「ジュネーヴシール」の刻印が施されている。

製品コレクションは、クラシックな「パトリモニー」と「トラディショナル」、カジュアルな「フィフティーシックス」、スポーツウォッチの「オーヴァーシーズ」、レディースウォッチの「エジェリー」、往年の製品に着想を得た「ヒストリーク」などがあり、幅広いラインナップを誇っている。加えて、ジュネーヴの高級時計製造の伝統に則り、顧客のオーダーに応じて一点ものの時計を製造するビスポーク部門も設けており、これは他に類を見ない特徴として挙げられる。
多くの製品が1886年に定められたジュネーヴ州の時計の品質規格「ジュネーヴシール」の認証を受けており、技術面や機能面、精度だけでなく、時計の美的側面にまで及ぶ厳しい基準をクリアしている。さらに、ヴァシュロン・コンスタンタンは「永久修理」を保証している数少ないブランドのひとつであり、創業以来販売したすべての時計に対し、制限を設けずに修理やメンテナンスを受け付けている。
複雑機構の名手として知られ、トゥールビヨン、パーペチュアルカレンダー、ミニッツリピーターなどが搭載された時計を創業以来数多く生み出しており、世界で最も複雑な時計を製作した称号を保持していることでも知られる。また、ギヨシェ彫り、エナメル技法、彫金、ミニアチュールペインティング、ジェムセッティングといった芸術的装飾の面でも高い評価を得ており、「メティエ・ダール」（Metiers d'Art）と呼ばれる高度な伝統的職人技法を現代に受け継いでいる。「芸術や伝統継承」という同じ理念のもと、パリのルーヴル美術館やニューヨークのメトロポリタン美術館との継続的パートナーシップも実現している。
修復技術の高さも特筆に値し、メゾンのヘリテージ部門とレストレーション工房は2021年、100年前の名作時計を完全復刻するというプロジェクトを行い、当時の部品や道具を使用し、作業工程までをも当時を忠実に再現することで、ヴィンテージタイムピースを一から新たに製作して完全復刻させることに成功した。なお、ヘリテージ部門とレストレーション工房では、創業時から現在までのタイムピースとストック部品、創業時にやり取りされた書簡から製造台帳、販売台帳、設計図、図解、使用説明書に至るまでの膨大なアーカイブ資料、製造に使用した道具や家具など約1600点の所蔵品を管理・保存している。

## 年表

ジャン＝マルク・ヴァシュロン

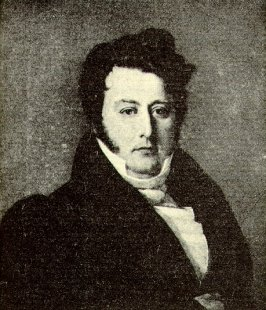
フランソワ・コンスタンタン

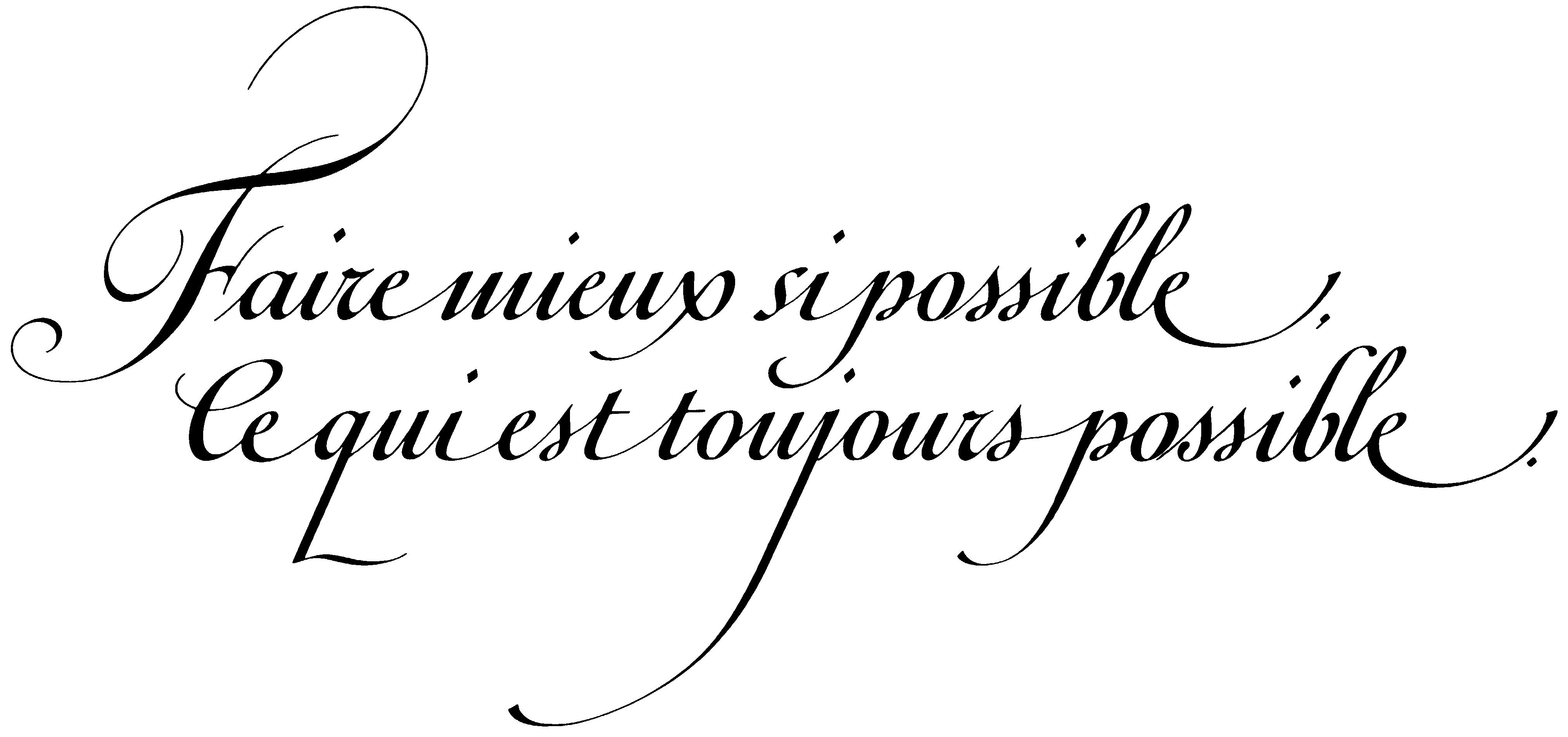
社是「できる限り最善を尽くす、そう試みる事は少なくとも可能である」

- 1755年 - ジャン＝マルク・ヴァシュロン（Jean-Marc Vacheron, 1731-1805）によって創業[2]。ヴァシュロンが24歳の折、時計工房を開き、1755年9月17日に一人の見習い職人を雇う[5]。
- 1760年 - アブラアム・ヴァシュロン（Abraham Vacheron, 1760-1843）がジャン＝マルクと妻ジュデイトの間に生まれる[2]。父同様時計職人を志す。
- 1785年 - アブラアムが代表となる。
- 1786年 - バルテルミ・ジロード（Barthélemy Girod）が共同経営者として参加し、社名を「アブラアム・ヴァシュロン＝ジロード」（Abraham Vacheron-Girod）へと変更[16]。
- 1787年 - ジャン＝マルクの孫であるジャック＝バルテルミ・ヴァシュロン（Jacques-Barthélemy Vacheron, 1787-1864）がアブラアムと妻アンの間に生まれる[2]。類い稀な才能を発揮し、現在のヴァシュロン・コンスタンタンの礎を築く。繊細かつ大胆なアイデアを用い、ミニッツリピーター等の複雑時計の製作が得意であった。
- 1810年 - ジャック＝バルテルミが代表となる。
- 1816年 - ジロードの後任にチャールズ＝フランソワ・ショサー（Charles-François Chossat）をパートナーに迎えて、社名を「ヴァシュロン＝ショサー」（Vacheron-Chossat）に変更[16]。
- 1819年 - ジャック＝バルテルミはショサーの後任として、企業運営に長けたフランソワ・コンスタンタン（Francois Constantin）を共同経営者に迎え、社名を「ヴァシュロン&コンスタンタン」（Vacheron et Constantin）へと変更する[2]。優れた営業マンでもあったフランソワ・コンスタンタンは世界各地を行商し、ヨーロッパ・アメリカ・アジアへも進出を果たす[5]。フランソワがジャック＝バルテルミに宛てた手紙に書かれた「できる限り最善を尽くす、そう試みる事は少なくとも可能である」という言葉は、現在もヴァシュロン・コンスタンタンの社是となっている[5]。
- 1839年 - 機械技師ジョルジュ＝オーギュスト・レショー（Georges-Auguste Leschot）が技術責任者として経営に参加[5]。彼はパンタグラフ機構を応用して、同一性を確保したまま部品を加工できる工作機械を発明し、時計製造業界に大きな影響を与えた[5][17]。
- 1880年 - 組織を株式会社とし、シンボルマークである「マルタ十字」を商標登録。当時の時計に使用されていた、ぜんまいのトルクを一定にするための部品が「マルタ十字」と似た形をしていたことに由来する[2]。
- 1906年 - ジュネーブ、ムーラン通りに初のブティックを開店[2]。
- 1935年 - エジプト王フアード1世への贈呈品として、世界で最も複雑な820のパーツを使用したグランド・コンプリケーション時計を製作。
- 1938年 - ジャガー・ルクルトと業務提携をし、共同企業である工業製品商事株式会社(SAPIC)を設立。
- 1955年 - 創業200周年を迎えたこの年、厚さ1.64mmという世界で最薄の機械式ムーブメント「キャリバー1003」を発表[2]。
- 1970年 - 社名から"&"が省かれ、「ヴァシュロン・コンスタンタン」（Vacheron Constantin）となる。
- 1979年 - 計118個、総カラット数130カラットのダイヤを使った「カリスタ」発表。製作に6000時間かかり、当時としては最高値がついた[2]。
- 1981年 - チャールズ3世（当時皇太子）と結婚するダイアナ妃のために特別設計したレディ・キャラのモデルを製作。
- 1987年 - サウジアラビアの元石油大臣で時計コレクターのアハマド・ザキ・ヤマニがヴァシュロン・コンスタンタンの株の過半数を取得。
- 1992年 - 厚さ3.28mmで世界最薄のミニッツリピーター搭載ムーブメントである「キャリバー1755」を発表[2]。
- 1996年 - リシュモン傘下に入る[18]。
- 1998年 - ジュウ渓谷にて部品の製造を行う「アトリエ・ヴァシュロン・コンスタンタン・ヴァレ・ド・ジュウ」を設立[7]。
- 2004年 - ジュネーブ近郊プラン＝レ＝ズゥアトに新本社およびアトリエを設立[2]。
- 2005年 - 創業250周年を迎え、記念モデル5種を発表[2]。
- 2013年 - ジュウ渓谷のル・ブラッシュ（英語版）に新アトリエを建設し、三ヶ所にあったジュウ峡谷のアトリエを集約[7][19]。
- 2015年 - 創業260周年に合わせ、2826個の部品からなる57種の複雑機構を搭載した、世界一複雑な機械式懐中時計「Reference 57260」を発表[11]。
- 2024年 - 2877個の部品からなる63種の複雑機構を搭載した機械式懐中時計「レ・キャビノティエ・ザ・バークレー・グランドコンプリケーション」を発表し、メゾンが打ち立てた世界一複雑な時計の記録を自ら塗り替えた[20]。
- 2025年 - 創業270周年に合わせ、1521個の部品からなる41種の複雑機構を搭載した、世界で最も複雑な機械式腕時計「レ・キャビノティエ・ソラリア・ウルトラ・グランド・コンプリケーション」を発表[21]。

## コレクション

### パトリモニー（Patrimony）
2004年に誕生した、メゾンを代表するドレスウォッチのコレクション。1957年に製造されたモデルを基本デザインに、現代的な意匠を取り入れており、ラウンドケースにスリムなベゼルの組み合わせ、ドーム型のダイヤルとそこに沿うように緩やかな曲線を描く細身のアプライドインデックスとバトン型の時分針、およびパール状のミニッツトラックなどを特徴とする。

### トラディショナル（Traditionnelle）
2007年にパトリモニーの派生モデルとして誕生し、2014年に独立したドレスウォッチのコレクション。1930〜50年代のモデルをベースに作られており、古典を再解釈しつつ現代的な要素も取り入れたパトリモニーに対して、レイルウェイトラックとドーフィン針を採用するなどクラシカルな要素を強めている。

### マルタ（Malte）
2000年に誕生した、トノー型ウォッチのコレクション。その名が示すとおり、同社のトレードマークである「マルタ十字」のイメージを最も強く反映したモデルであり、1912年に発表されたモデルを起源とするトノー型の力強いケースフォルム、扇タイプの針が時を刻む控えめな文字盤、そしてケースの曲線に沿ったアワーマーカーとローマ数字が大きな特徴である。

### フィフティーシックス（Fiftysix）

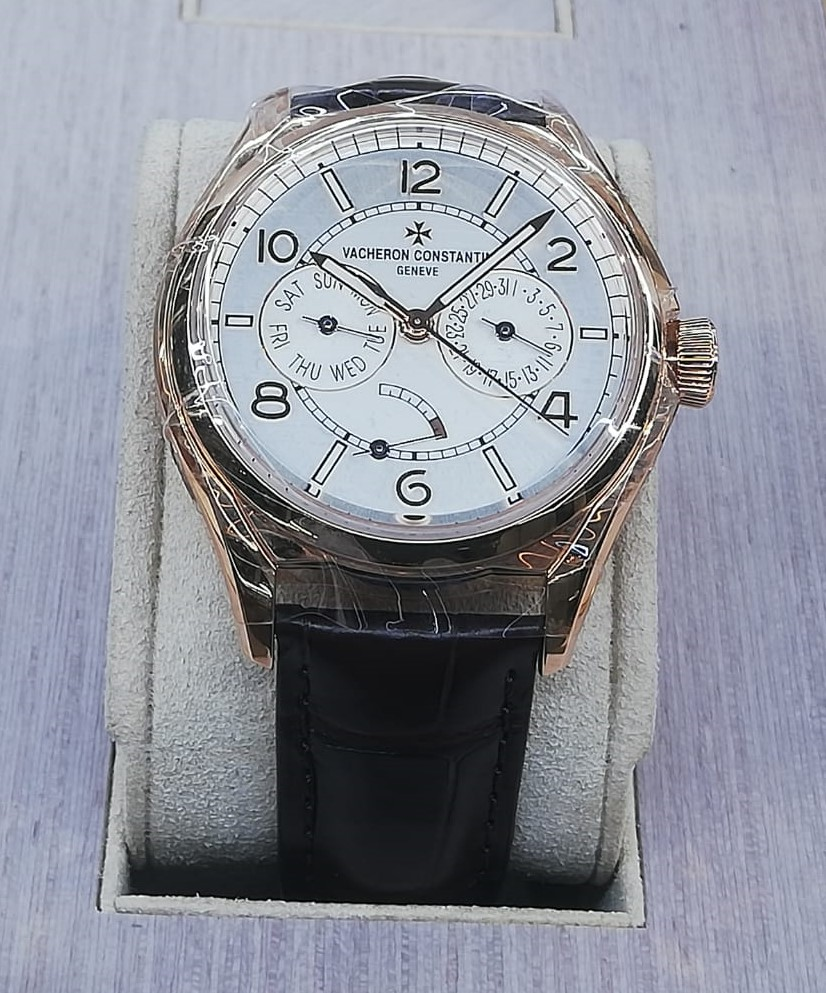
フィフティーシックス・デイ/デイト

2018年に誕生した、カジュアル（インフォーマル）なドレスウォッチのコレクション。1956年に発表されたモデルを原型とし、マルタ十字の4枝をイメージしたラグ、ヴィンテージモデルにみられるようなボックス型風防に覆われたベゼル、セクタータイプダイアル、アラビア数字とバトン型が交互に並ぶ調和のとれたインデックスなどを特徴とする。

### オーヴァーシーズ（Overseas）
1996年に誕生した、「旅」の精神をテーマとしたスポーツウォッチのコレクション。1977年に発表されたモデルを原型とし、ケースとブレスレットに一体感を持たせたデザインや、「マルタ十字」をかたどったベゼルを特徴としている。防水性や堅牢性、耐磁性に優れるなど、実用性も重視した設計となっている。

### エジェリー（Égérie）
2020年に誕生した、「オートクチュール」の精神をテーマとしたレディースウォッチのコレクション。刺繍針をイメージした秒針、繊細なレースから想を得た独自のインデックス、プリーツやドレープを思わせる文字盤の装飾、ヘリテージピースを発想源にしたオフセンターのスモールセコンドなどを特徴とする。

### ウール・クレアティブ（Heures Créatives）
2015年に誕生した、女性向けジュエリーウォッチのコレクション。20世紀初頭のアール・ヌーヴォー、1920年代のアール・デコ、そして最終的には1970年代という特定の芸術的トレンドやデザインの時代を想起させる、ヴァシュロン・コンスタンタンが過去に製作した象徴的なレディースウォッチにインスピレーションを得ている。

### ヒストリーク（Historiques）

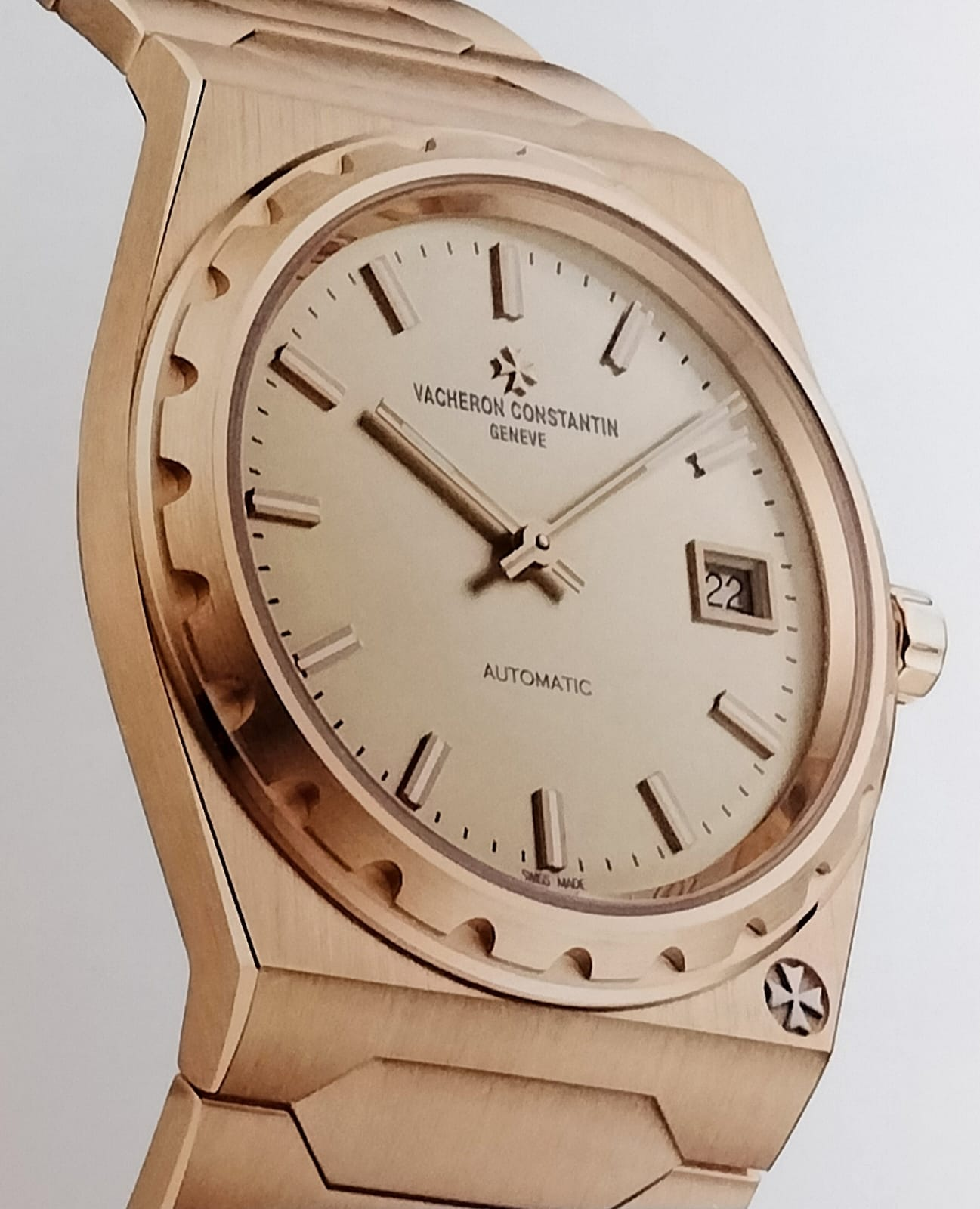
ヒストリーク 222

ヴァシュロン・コンスタンタンが過去に製作した時計の中から、歴史的価値が高い象徴的なモデルを復刻させたコレクション。ケースフォルムやダイヤルデザインなどを当時の空気感も含めて再現しつつ、防水性やサイズといった実用性は現代のレベルにブラッシュアップし、最新のムーブメントを搭載している。

### メティエ・ダール（Metiers d'Art）
芸術、歴史、文化からインスパイアされたテーマを掲げ、過去から受け継がれてきた熟練職人たちの卓越した装飾技術を組み合わせて展開される、時計という小さなキャンバスに美しい世界を描くコレクション。製作工程のほとんどが職人による繊細な手作業によって仕上げられるため、全てが数本から数十本の限定生産となっている。

### レ・キャビノティエ（Les Cabinotiers）

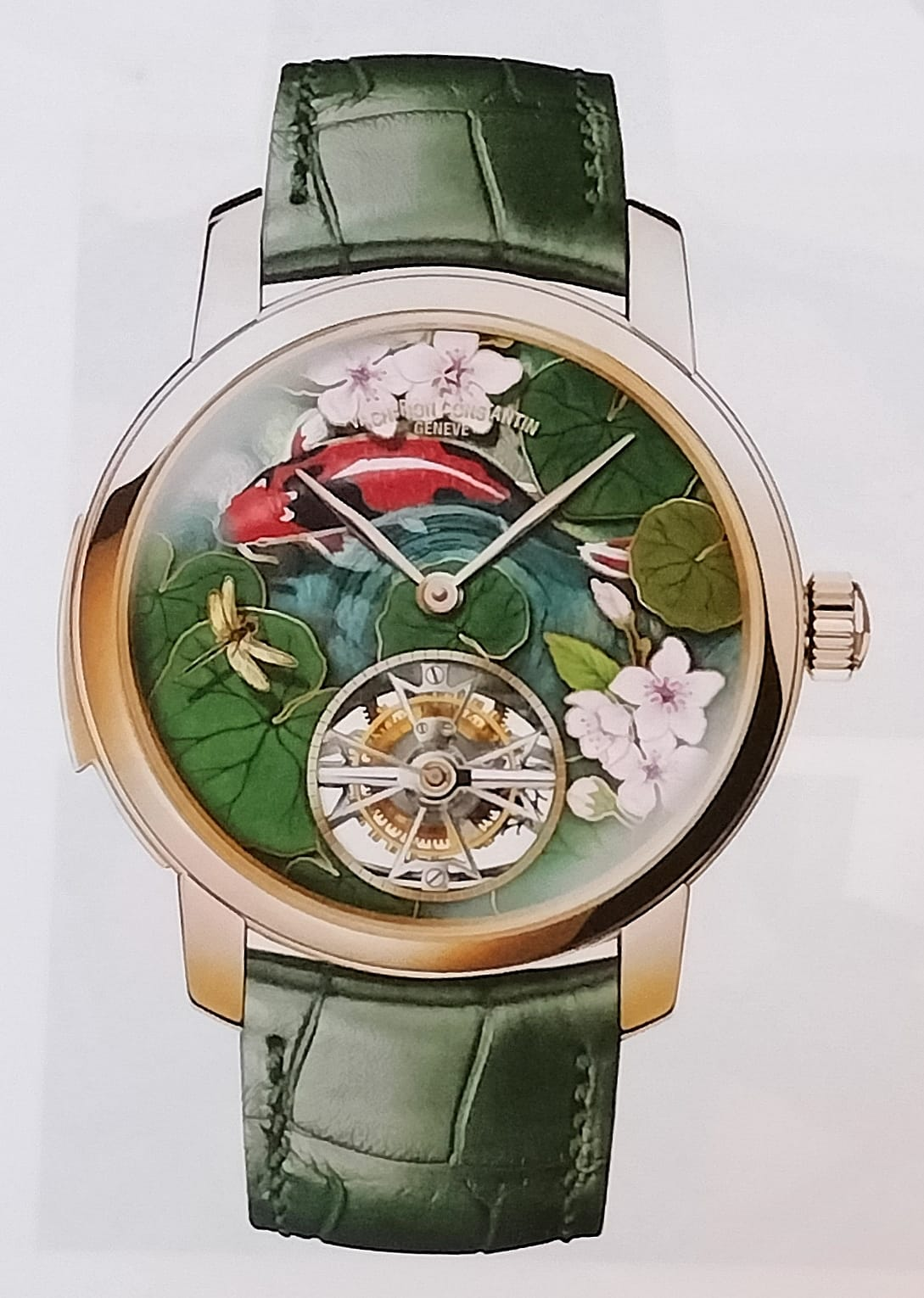
レ・キャビノティエの一例。エナメル装飾が施された文字盤にトゥールビヨンとミニッツリピーターを搭載したコンプリケーションモデル。

2006年に発足（復活）した、顧客の要望に応じてユニークピースを一品製作するビスポーク部門から生み出される、ヴァシュロン・コンスタンタンの技術の粋を集めて製作された最高峰のコレクション。19世紀に隆盛を極めた高級時計製造の伝統を受け継ぐこの部門で受注・製造された時計には、《Piece unique》や《Les Cabinotiers》の文字が刻印され、文字通り、世界に1本しか存在しない証しとなる。製作された逸品の数々は、その特性から非公開となることが多いが、そこで用いられた技術や機構、装飾を搭載した時計をヴァシュロン・コンスタンタン主導のもと同じく1本のみつくり、コレクションとして発表することがある。

### レ・コレクショナー（Les Collectionneurs）
2008年に誕生した、メゾンのヘリテージ部門の専門家によって入念に収集、認定され、工房で忠実に修復されたヴィンテージタイムピースのコレクション。収集された時計は出来る限りオリジナルの状態に保つという基本方針のもと修復され、鑑定書と2年間の保証書付きで定期的にブランド愛好家に販売される。

## 著名な顧客
ヴァシュロン・コンスタンタンの顧客リストには、知られているだけでも以下の著名人が含まれている。
- ナポレオン・ヴィクトル・ボナパルト（フランス帝位請求者）[41]
- エリサベタ・ア・ロムニエイ（ルーマニア王妃）[42]
- マリア・ア・ロムニエイ（ルーマニア王妃）[41]
- フアード1世（エジプト王）[41]
- ファールーク1世（エジプト王）[41]
- アレクサンドル2世（ロシア皇帝）[43]
- アレクサンダル1世（ユーゴスラビア王）[44]
- エドワード8世（イギリス王）[45]
- エリザベス2世（イギリス女王）[46]
- ピウス11世（ローマ教皇）[45]
- モハンマド・レザー・パフラヴィー（イラン皇帝）[47]
- ジョン・ロックフェラー（実業家）[48]
- ヘンリー・ジェームズ（小説家）[41]
- ウィリアム・ジェームズ（哲学者）[41]
- ハリー・S・トルーマン（政治家）[45]
- ドワイト・D・アイゼンハワー（政治家）[48]
- ライト兄弟（発明家）[49]
- マーロン・ブランド（俳優）[41]
- 新渡戸稲造（教育者）[50]
- 目賀田種太郎（政治家）[50]